# Csigabogárfélék
A csigabogárfélék vagy csigaevőbogár-félék (Drilidae) a rovarok (Insecta) osztályában a bogarak (Coleoptera) rendjébe, azon belül a mindenevő bogarak (Polyphaga) alrendjébe tartozó család. 4 nembe tartozó 80 fajuk Kelet-Ázsia kivételével mindenhol megtalálható az Óvilágban, Európában 2, Magyarországon 1 fajuk él.

## Származásuk, elterjedésük
Fajaik főleg palearktikus elterjedésűek, az afrotropikus régióban csak a Selasia nemük honos.

## Megjelenésük, felépítésük
Kis méretű (5–7 mm), gyengén kitinizált bogarak. Szemük kidülledő, 10-11 ízű csápjuk fonalas (nőstények), vagy fésűs (hímek). Fejpajzsuk elől lemetszett, így a felső ajak felülről látható. Előtoruk nem vagy nem jelentősen keskenyebb, mint a szárnyfedők együttes szélessége. Szárnyfedőjük barnás vagy fekete színezetű, világosabb szőrökkel fedett, párhuzamos szélű. Lábaik rövidek és vaskosak, lábfejképletük 5-5-5. A karmok mindkét ivar esetén egyszerűek. Látható potrohszelvényeik száma 6-7 vagy 9.

## Életmódjuk, élőhelyük
Lárvájuk ragadozó, csigákkal táplálkozik, az üresen maradt házakat használja lakhelyként a különböző lárvastádiumokban. Fejlődésük három évig tartó hipermetamorfózis. A kifejlett hímek virágokat látogatnak, míg a lárvaszerű nőstények kövek alatt, csigaházakban találhatóak meg.

## Rendszertani felosztásuk
Jelen rendszertanok az Elateroidea-n belül a lágybogárfélék rokonságában helyezik el, fajaik nagyobb részét ma a szentjánosbogár-félék közé sorolták át.
Régebbi rendszertanok a Diversicornia (különböző csápú bogarak) had Malacodermata (lágytestű bogarak) családsorozatában tárgyalták.

## Ismertebb fajok
- Fekete csigabogár (Drilus concolor) (Ahrens, 1812)
- Drilus flavescens (Fourcroy, 1785)